# Benefiziatenhaus (Oberschweinbach)

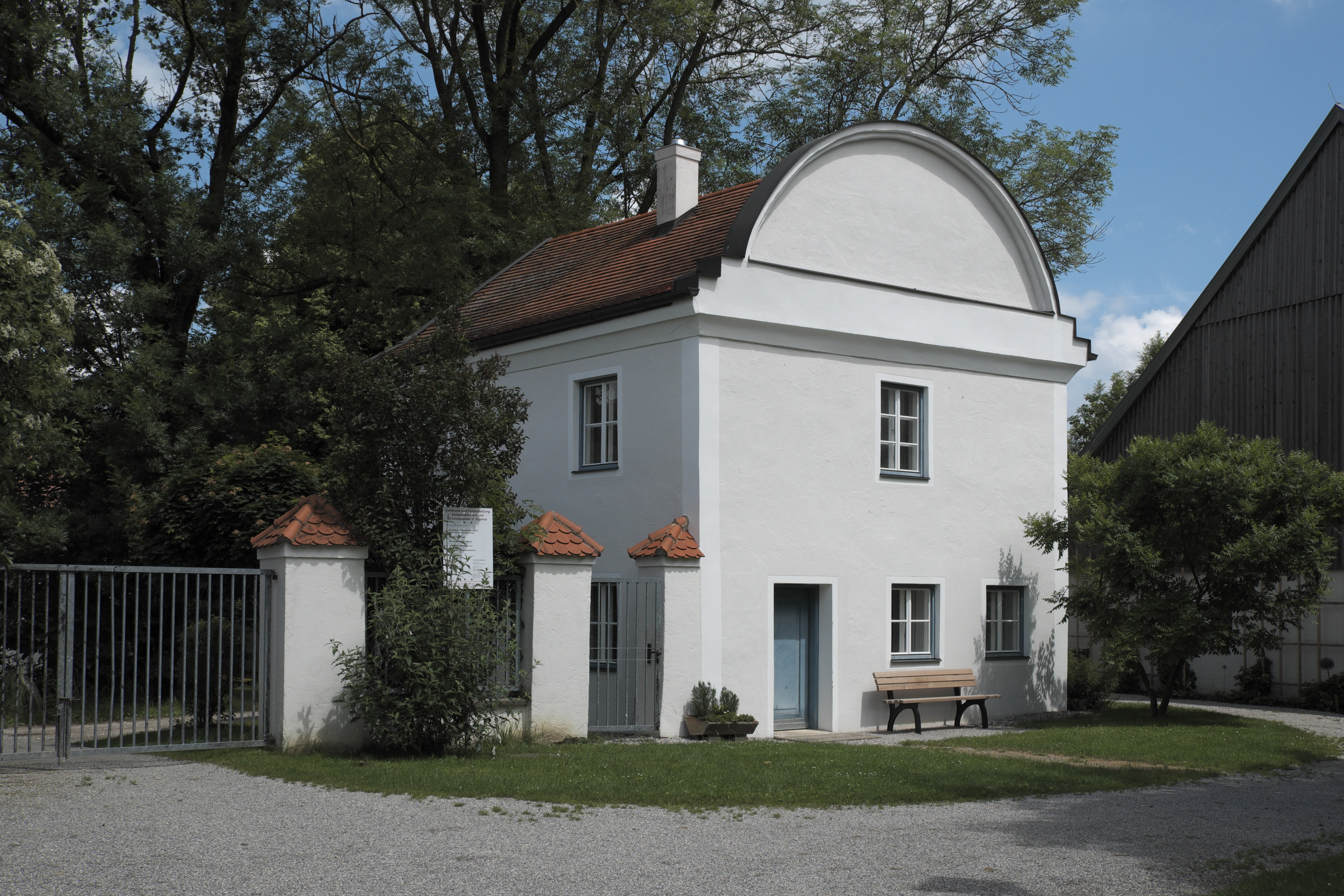
Benefiziatenhaus in Oberschweinbach

Das Benefiziatenhaus in Oberschweinbach, einer Gemeinde im oberbayerischen Landkreis Fürstenfeldbruck, wurde Anfang des 19. Jahrhunderts errichtet. Das Wohnhaus ist als Teil des Ensembles Kloster Spielberg ein geschütztes Baudenkmal.
Der zweigeschossige Satteldachbau mit Rundgiebel wurde renoviert und dient heute als Vereinshaus.